# Плауен
Плауен (њем. Plauen) град је у њемачкој савезној држави Саксонија. Једно је од 45 општинских средишта округа Фогтланд. Према процјени из 2010. у граду је живјело 66.870 становника. Посједује регионалну шифру (AGS) 14523320.

## Географски и демографски подаци
Плауен се налази у савезној држави Саксонија у округу Фогтланд. Град се налази на надморској висини од 412 метара. Површина општине износи 102,1 km². У самом граду је, према процјени из 2010. године, живјело 66.870 становника. Просјечна густина становништва износи 655 становника/km².

## Међународна сарадња
| Мјесто | Држава    | Врста сарадње | Од    |
| ------ | --------- | ------------- | ----- |
|        | Румунија  | контакт       | 1993. |
|        | Француска | пријатељство  | 1962. |
|        | Чешка     | пријатељство  | 1962. |
| Штајр  | Аустрија  | партнерство   | 1970. |
| Извор  |           |               |       |